# Попов, Николай Антонович
Николай Антонович Попов (1922—1943) — советский военнослужащий. Участник Великой Отечественной войны. Герой Советского Союза (1943). Гвардии ефрейтор.

## Биография
Родился 7 февраля 1922 года в деревне Черемхова Екатеринбургского уезда Екатеринбургской губернии РСФСР (ныне — деревня Белоярского района Свердловской области Российской Федерации) в крестьянской семье. Русский.
Образование 7 классов. До призыва на военную службу работал в колхозе.
В ряды Рабоче-крестьянской Красной Армии Н. А. Попов был призван Белоярским районным военкоматом Свердловской области. Службу начал в Ивановской области в составе 9-го воздушно-десантного корпуса. Прошёл боевую подготовку воина-десантника. В августе 1942 года на базе корпуса была сформирована 36-я гвардейская стрелковая дивизия. В её составе стрелок 104-го гвардейского стрелкового полка гвардии красноармеец Н. А. Попов 11 августа 1942 года прибыл на Сталинградский фронт. До второй декады августа основные силы дивизии, включённой в состав 57-й армии, находились в резерве фронта. В боях с немецко-фашистскими захватчиками Николай Антонович участвовал с 20 августа 1942 года. Боевое крещение принял в боях в межозерном дефиле Сарпа-Цаца против частей 48-го танкового корпуса вермахта. В конце августа 1942 года 36-я гвардейская стрелковая дивизия была передана в состав 64-й армии и вела бои на южных подступах к Сталинграду. В ходе контрнаступления советских войск под Сталинградом она по тактическим соображениям несколько раз переподчинялась 57-й и 64-й армиям Донского фронта. Гвардии красноармеец Н. А. Попов принимал участие в операциях «Уран» и «Кольцо», ликвидации окружённой в городе группировки противника.
После завершения Сталинградской битвы в марте 1943 года 36-я гвардейская стрелковая дивизия в составе 57-й армии была переброшена на Юго-Западный фронт и заняла оборону восточнее Харькова. Перед началом Курской битвы дивизия была включена в состав 7-й гвардейской армии Воронежского фронта. Гвардии красноармеец Н. А. Попов участвовал в боях на южном фасе Курской дуги на корочинском направлении против танковых частей армейской группировки «Кемпф». С 18 июля 1943 года 7-я гвардейская армия была подчинена Степному фронту и в августе 1943 года участвовала в Белгородско-Харьковской операции. После разгрома немецко-фашистских войск на Курской дуге 36-я гвардейская стрелковая дивизия принимала участие в Полтавско-Кременчугской операции Битвы за Днепр, в ходе которой она вновь вернулась в состав 57-й армии. Гвардии ефрейтор Н. А. Попов особо отличился при форсировании реки Днепр и в боях за закрепление и расширение плацдарма на его правом берегу, получившего название Аульского.
В ночь с 25 на 26 сентября 1943 года подразделения 104-го гвардейского полка под огнём противника форсировали Днепр в районе села Сошиновка Верхнеднепровского района Днепропетровской области Украинской ССР. Одним из первых на правый берег реки ступил гвардии ефрейтор Попов. В бою за село Сошиновка он увлёк бойцов за собой, и первым ворвавшись в расположение артиллерийской батареи противника, уничтожил офицера и пять артиллеристов. Используя замешательство врага, Николай Антонович во главе группы бойцов с ходу вступил в бой за важную высоту 134,4, которую немцы превратили в мощный опорный пункт. Не выдержав ожесточённой рукопашной схватки, немцы бежали. В бою Н. А. Попов огнём из автомата и захваченного у противника ручного пулемёта уничтожил до 20 солдат противника. Не смирившись с потерей важной высоты, противник пять раз переходил в контратаку, но каждый раз вынужден был отступать, потеряв до 50 человек убитыми. Во время боя за высоту 134,4 гвардии ефрейтор Попов несколько раз сигнальными ракетами вызывал на себя огонь полковой артиллерии и миномётов, устранил более 120 обрывов телефонного кабеля и оказал своевременную помощь двум тяжело раненым офицерам, чем спас им жизнь.
За успешное форсирование реки Днепр, прочное закрепление плацдарма на западном берегу реки Днепр и проявленные при этом отвагу и геройство указом Президиума Верховного Совета СССР от 20 декабря 1943 года гвардии ефрейтору Попову Николаю Антоновичу было присвоено звание Героя Советского Союза. Получить награду он не смог. В декабре 1943 года в ходе Знаменской операции 2-го Украинского фронта при отражении многочисленных немецких танковых контрударов на реке Ингулец в Петровском районе Кировоградской области севернее Кривого Рога Н. А. Попов пропал без вести.

## Награды
- Медаль «Золотая Звезда» (20.12.1943);
- орден Ленина (20.12.1943).

## Память
- Обелиск в честь Героя Советского Союза Н. А. Попова установлен в селе Хромцово Белоярского района Свердловской области.
- Бюст Героя Советского Союза Н. А. Попова установлен в посёлке городского типа Белоярский Свердловской области.
- В посёлке Совхозный Белоярского городского округа одна из улиц названа именем Героя[1]. Историко-краеведческий музей образовательного учреждения МАОУ «Совхозная СОШ № 10» носит имя Героя.
- На родине Николая Антоновича Попова в деревне Черемхова на бывшем здании школы, где учился Герой, 7 мая 2015 года установлена мемориальная доска.

## Документы
- Общедоступный электронный банк документов «Подвиг Народа в Великой Отечественной войне 1941—1945 гг.» Дата обращения: 30 ноября 2012. Архивировано из оригинала 13 марта 2012 года.

Представление к званию Героя Советского Союза и указ ПВС СССР о присвоении звания. Дата обращения: 30 ноября 2012. Архивировано 30 января 2013 года.
- Обобщенный банк данных «Мемориал». Дата обращения: 30 ноября 2012. Архивировано из оригинала 10 мая 2012 года.

ЦАМО, ф. 58, оп. 18004, д. 513. Дата обращения: 30 ноября 2012. Архивировано 30 января 2013 года.
ЦАМО, ф. 58, оп. 977523, д. 229. Дата обращения: 30 ноября 2012. Архивировано 30 января 2013 года.